# Eurythoe brasiliensis
Eurythoe brasiliensis är en ringmaskart som beskrevs av Hansen 1882. Eurythoe brasiliensis ingår i släktet Eurythoe och familjen Amphinomidae. Inga underarter finns listade i Catalogue of Life.